# Гавайи Алоха
«Гавайи Алоха» (гав. Hawaiʻi Aloha, или гав. Kuʻu One Hanau) — гавайская песня, почитаемый неофициальный гимном гавайцев.

## История
Написанный Лоренцо Лайонсом, христианским миссионером, который умер в 1886 году.
Песня «Гавайи Алоха» рассматривалась законодательным собранием штата Гавайи в 1967 году и конституционным собранием Гавайев в 1978 году в качестве кандидата на официальный гимн штата, но вместо него была выбрана песня «Hawaiʻi Pono‘ī», написанная королём Дэвидом Калакауа и озвученная Королевской гавайской группой во главе с Генри Бергером.

## Исполнение
«Гавайи Алоха», как правило, поётся в малых и больших, официальных и неофициальных встречах, как на Гавайях и за рубежом, в то время как участники стоят в кругу со сложенными руками. Эта особенность имеет место при инаугурации губернатора Гавайев (называется Ke Kiaaina), а также при открытии сессии Палаты представителей штата и Сената штата Гавайи.
Традиционно, последний припев поётся с поднятыми над головой руками; символический акт подъёма рук особенно важен для сторонников движения гавайского суверенитета.

## Текст
| гавайский оригинал: | русский перевод: |
| E Hawai’i e ku’u one hānau e Ku’u home kulaīwi nei 'Oli nō au i nā pono lani ou E Hawai’i, aloha ē                      | O Гавайи мои, край родного песка Отчизна моя навсегда. Ликую я, благословенны Небеса, О Гавайях, алоха!                                                  |
| Hui: E hau’oli e nā 'ōpio o Hawai’i nei 'Oli ē! 'Oli ē! Mai nā aheahe makani e pā mai nei Mau ke aloha, no Hawai’i      | Припев: Молодёжь гавайская, молодёжь блаженная, — Ликуй вновь, ликуй вновь! Неизменен, словно бризы безгранично-нежные, На Гавайях дух — алоха, любовь.  |
| E ha’i mai kou mau kini lani e Kou mau kupa aloha, e Hawai’i Nā mea 'ōlino kamaha’o no luna mai E Hawai’i aloha ē (hui) | Верим, сонмы святых в Небесах возвестят, Что любят Гавайи и нас перед Богом; Свет божественный сверху да будет сиять Над Гавайями вечно, алоха! (припев) |
| Nā ke Akua e mālama mai iā 'oe Kou mau kualona aloha nei Kou mau kahawai 'ōlinolino mau Kou mau māla pua nani ē (hui)   | Вас Господь Всевышний охранял всегда: Ваши горные склоны любимые; Ваши потоки неистощимые; Ваши цветники чудные, дивные. (припев)                        |